# The True Believer
 (mars 2021).
The True Believer : Thoughts on the Nature of Mass Movements (Le Vrai Croyant : Réflexions sur la nature des mouvements de masse) est un livre de l'écrivain américain Eric Hoffer en 1951, dans lequel il traite de la psychologie sociale, des causes psychologiques du fanatisme, plus précisément.
Hoffer analyse et tente d'expliquer les motivations des différents types de personnalités qui donnent lieu à des mouvements de masse ; le pourquoi et le comment des éléments déclenchant des mouvements de masse, leurs progrès et leur fin ; et leurs similitudes, que ces mouvements soient religieux, politiques, radicaux ou réactionnaires. Il soutient que, même lorsque leurs objectifs ou valeurs diffèrent, les mouvements de masse sont interchangeables, qu'il arrive souvent aux adhérents de passer d'un mouvement à un autre, et que les motivations animant les mouvements de masse sont interchangeables. Ainsi, les mouvements religieux, nationalistes et sociaux, qu'ils soient radicaux ou réactionnaires, ont tendance à attirer le même type de partisans, de se comporter de la même manière et d'utiliser la même tactique et les mêmes outils rhétoriques. À titre d'exemples, il fait souvent référence au communisme, au fascisme, au national-socialisme, au christianisme, au protestantisme et à l'islam.
Le premier et le plus connu des livres de Hoffer, The True Believer a été publié en 23 éditions entre 1951 et 2002.

## Résumé

### Partie 1. L'Appel aux mouvements de masse
Hoffer déclare que les mouvements de masse commencent avec un très large « désir de changement », de mécontentement des gens qui placent leur locus de contrôle au-delà de leur pouvoir et qui n'ont plus aucune confiance dans la culture ou traditions existantes. Ayant le sentiment que leur vie sont « irrémédiablement gâchée », croyant qu'il n'y a pas d'espoir pour l'avancement ou la satisfaction en tant qu'individu, les vrais croyants cherchent « le renoncement ». Ainsi, ces personnes sont mûres pour participer à un mouvement qui offre la possibilité de l'inclusion de leur existence dans un grand collectif. Les dirigeants sont essentiels à la croissance d'un mouvement de masse, comme indiqué ci-dessous, mais pour que le chef puisse avoir un quelconque succès, les graines du mouvement de masse doit déjà avoir été semé dans le cœur des gens.
Alors que les mouvements de masse sont généralement un mélange d'idées nationalistes, politiques et religieuses, Hoffer fait valoir qu'ils ont deux points communs : « Tous les mouvements de masse sont compétitifs », et perçoivent la conversion de nouveaux partisans comme une somme nulle ; et  « tous les mouvements de masse sont interchangeables ». En guise d'exemples pour illustrer la nature interchangeable des mouvements de masse, Hoffer cites comment il y a presque 2 000 ans, Saül, un adversaire fanatique du christianisme, devenu Paul, un apologiste fanatique et promoteur du christianisme. Il donne un autre exemple qui s'est produit en Allemagne pendant les années 1920 et les années 1930, lorsque communistes et fascistes étaient présentés comme d'implacables ennemis, alors qu'ils entraient en compétition pour le même type de colère, celle des marginalisés ; que ce soient les nazis d'Adolf Hitler et Ernst Röhm, ou le communiste, Karl Radek, tous se vantaient de leurs prouesses dans la conversion de leurs rivaux.

### Partie 2. Les convertis potentiels
Les « nouveaux pauvres » sont la source la plus probable de convertis aux mouvements de masse, car ils se souviennent de leurs anciennes richesses avec ressentiment et jette la faute de leur malheur sur le dos des autres. Les exemples incluent les expulsions massives de locataires relativement prospères pendant la Première Révolution anglaise dans les années 1600 ou les classes moyennes et ouvrières en Allemagne qui soutinrent avec passion Hitler dans les années 1930, après avoir subi des années de difficultés économiques. En revanche, les « misérablement pauvres », sur le bord de la famine, sont peu enclins à devenir de vrais croyants car leur lutte quotidienne pour leur existence éclipse toute autre préoccupation.

Les minorités raciales et religieuses, en particulier celle qui sont partiellement assimilés à la culture dominante, se trouvent également dans les mouvements de masse. Ceux qui ont des modes de vie traditionalistes ont tendance à être le satisfaits, mais ceux qui sont partiellement assimilés se sentent aliénés par à la fois leurs ancêtre et la culture dominante : 
« the orthodox Jew is less frustrated than the emancipated Jew »
— Hoffer, The True Believer, 1951, p. 50

« le juif orthodoxe est moins frustré que le juif émancipé »
— The True Believer, 1951, p. 50
.
Un autre type de personne dont Hoffer appose le terme de « misfits » (inadapté) peut aussi être entraîné dans les mouvements de masse. Les exemples incluent les « personnes sujettes à un ennui chronique » (« chronically bored »), les handicapés physiques ou ceux qui sont perpétuellement malades, ceux qui n'ont aucun talent, les criminels ou les « pécheurs » (« sinners »). Dans tous les cas, Hoffer fait valoir que ces gens ressentent leur vie comme vide de sens et inutile.
Hoffer fait valoir que si le nombre de mouvements de masse est resté relativement faible en Amérique à cette époque, c'était attribuable à une culture qui estompe les frontières traditionnellement rigides entre les groupes nationalistes, raciaux et religieux et offrent plus de possibilités pour un accomplissement personnel.

### Partie 3. - L'Action unifiée et l'auto-sacrifice
Dans les mouvements de masse, les objectifs ou opinions individuels sont sans importance. Au contraire, dans les mouvements de masse :
« chief preoccupation is to foster, perfect and perpetuate a facility for united action and self-sacrifice. »
— Eric Hoffer, 

« la préoccupation centrale est [celle] de favoriser, parfaire et perpétuer l'installation pour l'action unifiée et le sacrifice de soi. »
— 
Les mouvements de masse ont plusieurs moyens pour y parvenir.
Les mouvements de masse demandent un « abandon total du soi distinctif » (« total surrender of a distinct self »). On s'identifie au mieux en tant que « membre d'une certaine tribu ou famille », qu'elle soit religieuse, politique, révolutionnaire, ou nationaliste. Chaque partie importante de la personnalité et de la vie du vrai croyant doit venir, en définitive, de son identification à l'ensemble de la communauté ; et même seul, le vrai croyant ne doit jamais se sentir isolé et sans surveillance. Hoffer identifie cette sensibilité collective comme la réapparition d'un « état primitif » commun aux cultures modernes. Les mouvements de masse utilisent également une distribution des rôles et la mise en scène pour permettre à l'individu de se sentir dépassé et impressionné par son appartenance à la tribu, comme en témoignent les parades, défilés et discours cérémoniaux titanesques des nazis et le cinéma spectaculaire de Leni Riefenstahl.

Alors que les mouvements de masse idéalisent le passé et glorifient l'avenir, le monde présent est dénigré : 
« The radical and the reactionary loath the present. »
— Hoffer, 

« Les radicaux et les réactionnaires entretiennent une haine du présent. »
— 
 Ainsi, en considérant le monde moderne comme vil et sans valeur, les mouvements de masse inspirent un perpétuel combat contre le présent. Les mouvements de masse font activement la promotion de l'utilisation des doctrines qui élèvent la foi sur la raison, et s'en servent en tant qu'« écrans à l'épreuve des faits, interposé entre les fidèles et les réalités du monde ». La doctrine du mouvement de masse ne doit être remise en question sous aucun prétexte. Les exemples comprennent les soldats japonais restants, qui ont refusé de croire que la Seconde Guerre mondiale était terminée ou les ardents défenseurs de l'Union soviétique, qui ont rejeté les preuves accablantes des atrocités bolcheviques.
Pour diffuser et renforcer leur doctrine, les mouvements de masse ont recours à la persuasion, à la coercition et au prosélytisme. La persuasion est préférable, mais n'est efficace qu'avec ceux qui ont déjà de la sympathie pour le mouvement de masse. En outre, la persuasion doit être suffisamment palpitante pour exciter l'auditeur, mais suffisamment vague pour permettre « aux frustrés d'… entendre l'écho de leurs propres rêveries dans le double discours passionné » (« the frustrated to… hear the echo of their own musings in the impassioned double talk »)). Hoffer cite le propagandiste nazi Joseph Goebbels :
« a sharp sword must always stand behind propaganda if it is to be really effective »
— Goebbels
        
« une épée aiguisée doit toujours se tenir derrière la propagande, si elle veut être vraiment efficace »
. L'envie de faire du prosélytisme ne vient pas d'une croyance profondément ancrée dans la vérité de la doctrine, mais d'une envie du fanatique de « renforcer sa foi en convertissant les autres ».
Les mouvements de masse n'avaient pas besoin d'un dieu pour être couronnés de succès, mais ils doivent croire en l'existence d'un diable. La haine unifie les vrais croyants, et « le diable idéal est un étranger » auquel est attribué des pouvoirs presque surnaturels du mal. Ainsi, Hitler décrit les Juifs comme des étrangers, des intrus, et l'éphémère judéité, présumée souillure de l'âme allemande, a été aussi vigoureusement condamnée que les Juifs de chair et de sang. La haine du vrai croyant est en fait une haine et dégoût de soi déguisée, en témoigne la condamnation du capitalisme par les socialistes, tandis qu'en Russie, les bolsheviks ont connu des monopolisations bien plus intensives de l'économie que toute autre nation dans l'histoire. Sans un démon à haïr, les mouvements de masse échouent bien souvent (par exemple, Tchang Kaï-chek a effectivement conduit des millions de Chinois lors de l'occupation japonaise dans les années 1930 et les années 1940, mais il a rapidement perdu leur faveur, une fois que les Japonais furent défaits).

Le fanatisme est encouragé dans les mouvements de masse. Hoffer fait valoir que : 
« the fanatic is perpetually incomplete and insecure »
— Eric Hoffer, 

« le fanatique est perpétuellement incomplet et incertain »
— 
 et a recours à des actions intransigeantes et au sacrifice de sa personne pour donner un sens à sa vie.

### La partie 4. Le Commencement et la fin
Hoffer identifie trois principaux types de personnalité des dirigeants des mouvements de masse : des « hommes de paroles », des « fanatiques », et des « hommes pragmatiques d'action » (« practical men of action »). Nul ne relève exclusivement d'une même catégorie, et leurs qualités prédominantes peuvent changer au cours du temps.
Les mouvements de masse commencent avec « les hommes de parole » ou « des intellectuels qui ont l'habitude de tout critiquer », tels que les membres du clergé, les journalistes, les universitaires et les étudiants qui condamnent l'ordre social établi (comme Gandhi, Trotsky, Mahomet, et Lénine). Les hommes de paroles se sentent injustement exclus ou se sentent moqués et opprimés par les pouvoirs existants dans la société, et ils critiquent ou dénigrent sans relâche les institutions. Ils s'expriment invariablement au nom des roturiers défavorisés, l'homme de paroles est en fait motivé par un profond grief personnel. L'homme de paroles tente sans relâche de « discréditer les principes dominants » et crée une « faim pour la foi » qui est ensuite alimentée par « les doctrines et les slogans de la nouvelle foi ». Un petit groupe de fidèles se développe progressivement autour de l'homme de paroles, conduisant à l'étape suivante du mouvement de masse.
Finalement, le fanatique prend à l'homme de paroles la direction du mouvement de masse. Alors que l'« homme de paroles créatif » trouve de la satisfaction dans sa littérature, sa philosophie ou son art, « les hommes de paroles non créatifs » se sentent non reconnus ou étouffés et virent donc dans un extrémisme contre l'ordre social. Bien que l'homme de paroles et le fanatique partagent un mécontentement envers le monde, le fanatique se distingue par sa hargne et son envie de détruire. Le fanatique ne se sent accompli que dans une perpétuelle lutte pour le pouvoir et le changement. Les exemples incluent Jean-Paul Marat, Maximilien de Robespierre, Benito Mussolini et Adolf Hitler.
Le livre explore également le comportement des mouvements de masse une fois qu'ils sont établis comme des institutions sociales (ou qu'ils ont quitté la « phase active »). Avec l'effondrement d'un cadre communal, les gens ne peuvent plus se défaire de leurs constants sentiments d'insécurité et d'incertitude par l'appartenance à un ensemble compact. Si l'individu isolé manque d'opportunités de promotion personnelle, de possibilités de développer leurs talents ou de possibilités d'action, il va chercher des produits de substitution. Ces succédanés seront la fierté plutôt que la confiance en soi, l'adhésion à un ensemble collectif comme un mouvement de masse, une certitude absolue à la place de la compréhension. Les « hommes pragmatiques d'action » prendront aux fanatiques la direction du mouvement, marquant la fin de la « phase dynamique » et conduisant le mouvement de masse à l'écart de la tendance à l'autodestruction du fanatique.
« Hitler, who had a clear vision of the whole course of a movement even while he was nursing his infant National Socialism, warned that a movement retains its vigor only so long as it can offer nothing in the present… The movement at this stage still concerns itself with the frustrated–not to harness their discontent in a deadly struggle with the present, but to reconcile them with it; to make them patient and meek. »
— Eric Hoffer
        
« Hitler, qui avait une vision claire de l'ensemble du cours d'un mouvement, alors même qu'il était prenait soin du national-socialisme naissant, a averti qu'un mouvement ne conserve sa vigueur qu'aussi longtemps qu'il ne peut rien offrir au présent… Le mouvement à ce stade, ne s'occupe plus des frustrés seulement – non pas pour tirer profit de leur mécontentement dans une lutte mortelle avec le présent, mais pour les réconcilier tous deux ; pour les rendre de patient et doux. »
L'attention se déplace des demandes immédiates de la révolution à l'établissement du mouvement de masse en tant qu'institution sociale où les ambitieux peuvent trouver influence et renommée. La direction utilise un mélange éclectique de bricolage de petits bouts d'idéologie pour renforcer la doctrine. Emprunter à n'importe quelle source est efficace pour maintenir l'attention des vrais croyants. Par exemple, les proto-chrétiens étaient des fanatiques, prédisant la fin du monde, condamnant l'idolâtrie, exigeant le célibat et semant la discorde au sein de la famille. Pourtant, à partir de ces racines, a pu grandir l'Église catholique qui imita le raffinement de la structure bureaucratique de l'Empire romain, canonisa les premiers chrétiens comme des saints, et emprunta aux païens leurs fêtes païennes et leurs rites. En l'absence d'un homme pragmatique d'action, le mouvement de masse, souvent, se fane et meurt avec le fanatique (le nazisme est mort comme une solution de mouvement de masse avec la mort d'Hitler).
Les mouvements de masse qui réussissent à provoquer un changement radical dépassent souvent en brutalité l'ancien régime auquel le mouvement de masse s'était opposé. Les bolsheviks en Russie et les jacobins en France se sont constitués, en apparence, en réaction à l'oppression de leurs monarchies respectives, mais ils se sont révélés beaucoup plus vicieux et brutales qu'elles en opprimant leurs adversaires.

Hoffer n'a pas une vue exclusivement négative des vrais croyants et des mouvements de masse qu'ils initient. Il donne des exemples de la façon dont les mêmes forces qui permettent l'émergence des mouvements de masse des vrais croyants peuvent être structurées de façon plus positive : 
« There are, of course, rare leaders such as Lincoln, Gandhi, even F.D.R., Churchill, and Nehru. They do not hesitate to harness man's hungers and fears to weld a following and make it zealous unto death in service of a holy cause; but unlike a Hitler, a Stalin, or even a Luther and a Calvin, they are not tempted to use the slime of frustrated souls as mortar in the building of a new world… They know that no one can be honorable unless he honors mankind. »
— Eric Hoffer
        
« Il y a, bien sûr, quelques rares leaders comme Lincoln, Gandhi, même F.D.R., Churchill et Nehru. Ils n'ont pas hésité à maîtriser les faims et peurs des hommes pour souder les partisans et les rendirent fervents au point qu'ils puissent se mettre au servie d'une sainte cause ; mais contrairement à un Hitler, un Stalin ou même à un Luther ou un Calvin, ils n'ont pas tenté d'utiliser ce limon d'âme frustrées comme mortier pour bâtir un monde nouveau… Ils savaient que nul n'est honorable, à moins qu'il n'honore l'humanité »
Hoffer fait valoir que la longueur de la « phase active » d'un mouvement de masse, la phase la plus énergique, lorsque les fanatiques sont en contrôle du mouvement, pouvait être prédite avec une certaine précision. Les mouvements de masse avec un objectif précis ont tendance à être de courte durée et présentent moins de terreur et de sang (comme la Révolution américaine). En revanche, un objectif amorphe tend à entraîner une phase active plus longue de plusieurs décennies plutôt que quelques mois ou quelques des années et incluent également beaucoup plus d'effusion de sang (tels que les bolsheviks en Russie, le national-socialisme en Allemagne).
Dans les deux cas, Hoffer suggère que les mouvements de masse sont accompagnés d'un manque d'innovation créative parce que beaucoup d'énergie est consacrée au mouvement de masse. Ainsi, en Angleterre, John Milton avait commencé le projet de son poème épique : Le Paradis perdu dans les années 1640, avant de mettre ses talents littéraires à produire des pamphlets pour le Commonwealth d'Angleterre, pour finir le poème et ses autres œuvres majeures seulement après un changement de gouvernement dans les années 1660.

## Réception
Le président américain Dwight D. Eisenhower lut The True Believer en 1952, en donna des exemplaires à ses amis et le recommanda à d'autres. En 1956, le magazine Look publia un article appelant Hoffer l'auteur préféré d'Eisenhower (« Ike's Favourite Author »).
Allen Scarbrough voit dans The True Believer l'un des 25 livres qu'il « faut lire pour savoir à peu près tout ».
The True Believer gagna une attention renouvelée après les attaques terroristes du 11 septembre 2001 et après les manifestations du Tea Party et puis les manifestations une décennie plus tard d'Occupy Wall Street.
Hillary Clinton, dans son livre What happened, paru en 2017, au sujet de sa défaite face à Donald Trump dans la course à la présidentielle de 2016, a cité The True Believer comme un livre qu'elle avait recommandé à son personnel au cours de la campagne.